# Via Augusta

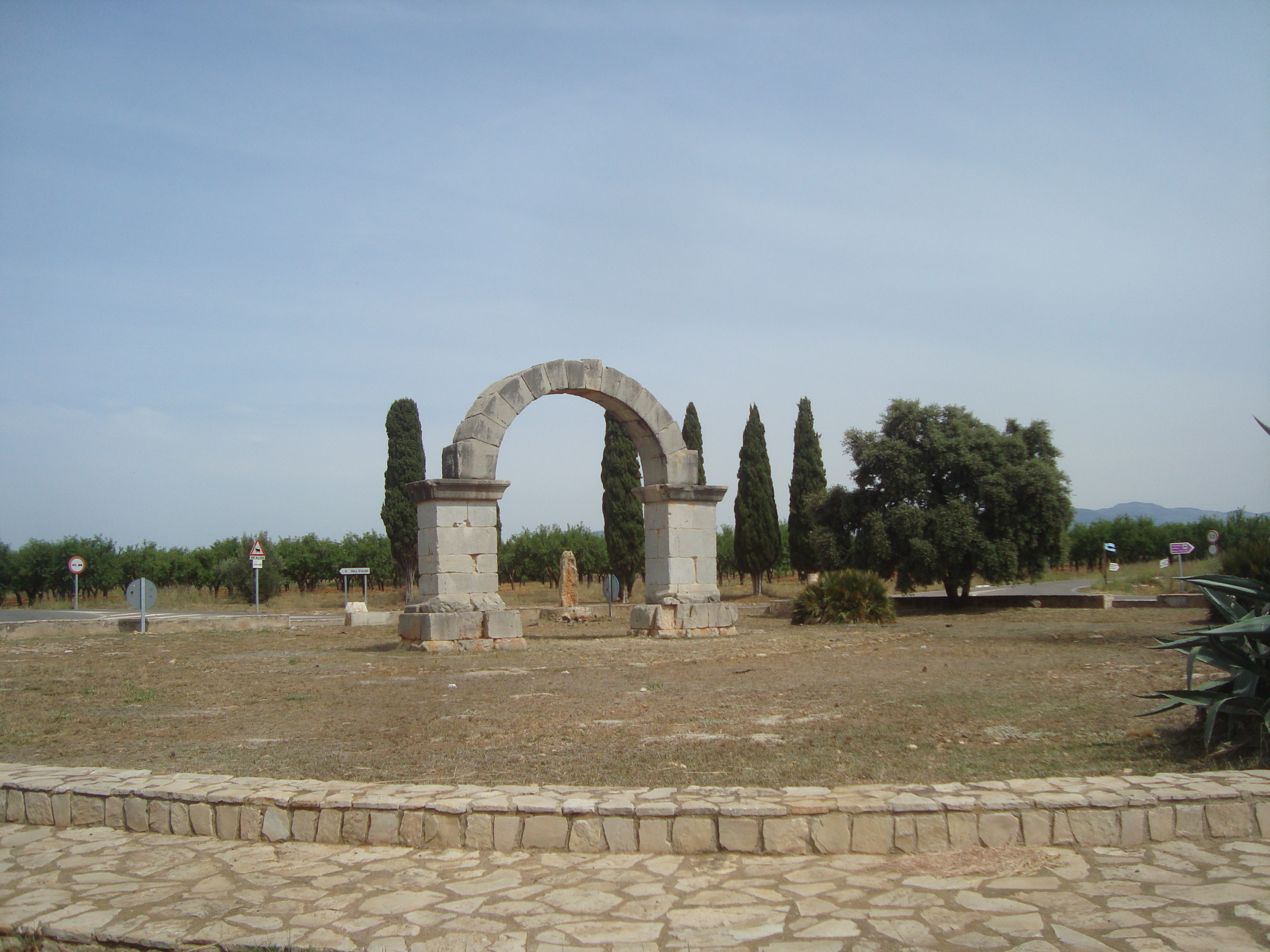
Arco romano di Cabanes

La Via Augusta era un'antica strada romana lunga circa 1.500 km che attraversava la Spagna, dal Colle di Panissars sui Pirenei, a Gades sulla costa atlantica della Hispania Baetica. Era la strada romana più importante della penisola iberica, una vera e propria spina dorsale che partendo dai Pirenei, ove si collegava alla via Domizia presso Deciana (attuale La Jonquera), attraversava interamente le provincie della Hispania Citerior e Hispania Ulterior fino all'Atlantico. La strada ebbe nel tempo vari nomi (Via Herculea, Via Heraclea, Cammino di Annibale), ma deve il suo nome attuale, con il quale è universalmente conosciuta, all'imperatore Augusto che tra l'8 e il 2 a.C. fece realizzare importanti aggiustamenti e ampliamenti facendone quindi un importante mezzo di comunicazione e di scambi commerciali tra le città ed i porti del Levante spagnolo e della Betica/Andalusia.
Il percorso seguito dalla strada ci viene indicato da vari documenti e reperti storici, fra questi l'Itinerario Antonino e i Vasi di Vicarello che indicano le varie mansiones lungo la strada e la relativa distanza in miglia romane.

## Tracciato
La via Augusta iniziava poco a sud del Col de Panissars, presso Deciana, attuale La Jonquera, e si dirigeva verso sud attraversando l'Alt Empordà e il Gironès, giunta nella zona di Tordera si dirigeva verso ovest biforcandosi, un ramo correva lungo la costa attraversando il Maresme lungo il percorso dell'attuale Autopista C-32 fino a Barcino (Barcellona), l'altro ramo proseguiva più internamente nel Vallès fino a Ad Fines (odierna Martorell) ove attraversava il Llobregat sul Ponte del diavolo.
Dopo Ad Fines i due rami si riunivano e la strada proseguiva parallelamente alla costa, passava per l'Arco di Barà e giungeva a Tarraco (o Tarraconem), l'odierna Tarragona, quindi proseguiva per Dertosa (Tortosa) dove attraversava l'Ebro, ed entrava nei territori dell'attuale Comunità Valenciana. Qui attraversava Intibilim (Traiguera), Saguntum (Sagunto), e giungeva all'importante porto di Valentia (Valencia).

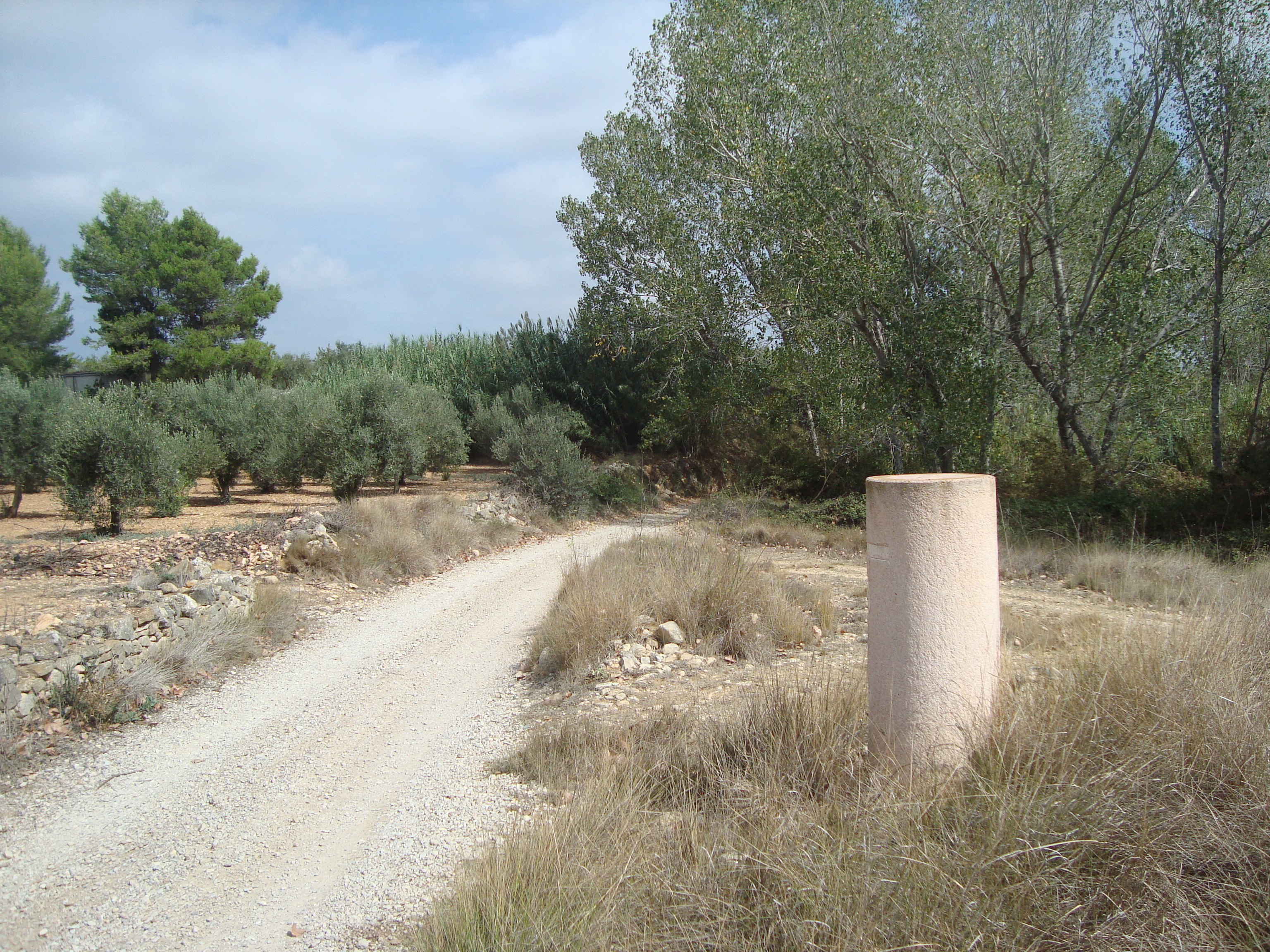
Via Augusta (Vilanova d'Alcolea)

A Valentia la strada si separava dal litorale dirigendosi verso l'interno per Saetabis (Xàtiva), mentre un ramo secondario proseguiva lungo la costa fino a Cartago Nova (Cartagena. Il ramo principale attraversava il territorio dell'attuale La Mancia, quindi entrava nella valle del Guadalquivir (antica provincia della Betica, odierna Andalusia), passando per II Solaria (Montizón),  Castulo (Linares), Ad Novlas (Villanueva de la Reina), Cordubam (Cordova), Carmonam (Carmona), Hispalim (Siviglia), e giungeva quindi a Gades (Cadice).
Di seguito sono indicare, da nord a sud, le principali stazioni si sosta e le città incontrate lungo la strada. I toponimi sono indicati con il nome latino in corsivo e il nome attuale fra parentesi.
- Deciana (La Jonquera)
- Gerunda (Girona)
- Aquis Vocontis (Caldes de Malavella)
  - Ramo secondario: Iluro (Mataró), Baetulo (Badalona), Bárcino (Barcelona)
- Seterras (Hostalric)
- Semproniana  (Granollers)
- Ermita de Sant Vicent Ferrer (Borriol)Ad Fines (Martorell)
- Antistianam (La Ràpita)
- Roda de Berà
- Palfurianam (Altafulla)
- Tarraco (Tarragona)
- Dertosa (Tortosa)
- Intibilim (Traiguera)
- Saguntum (Sagunto)
- Valentia (Valencia)
- Saetabis (Xàtiva)

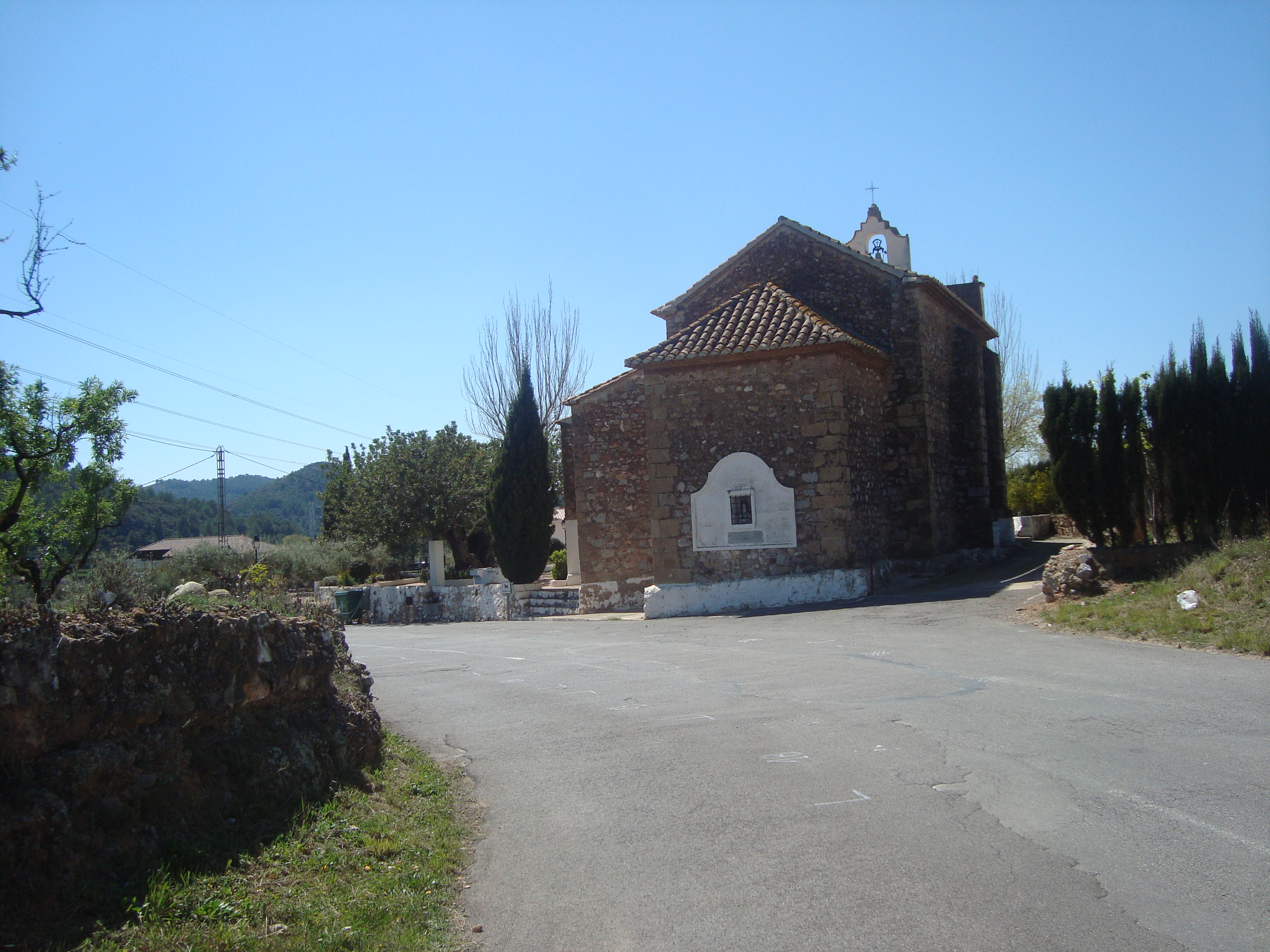
Ermita de Sant Vicent Ferrer (Borriol)

  - Ramo secondario: Carthago Nova (Cartagena)
- Saltigi (Chinchilla de Monte-Aragón)
- Libisosa (Lezuza)
- Mentesa (Villanueva de la Fuente)
- Mariana (Puebla del Príncipe)
- II Solaria (Montizón)
- Castulo (Linares)
- Ad Novlas (Villanueva de la Reina)
- Eporam (Montoro)
- Corduba (Cordova)
- Augusta Firma Astigia o Astigim (Écija)
- Carmo (Carmona)
- Hispalim (Siviglia)
- Orippo (Dos Hermanas)
- Ugiam (Torre Alocaz Utrera)
- Hastam (Mesas de Hasta)
- Rotea (Rota)
- Gades (Cadice)

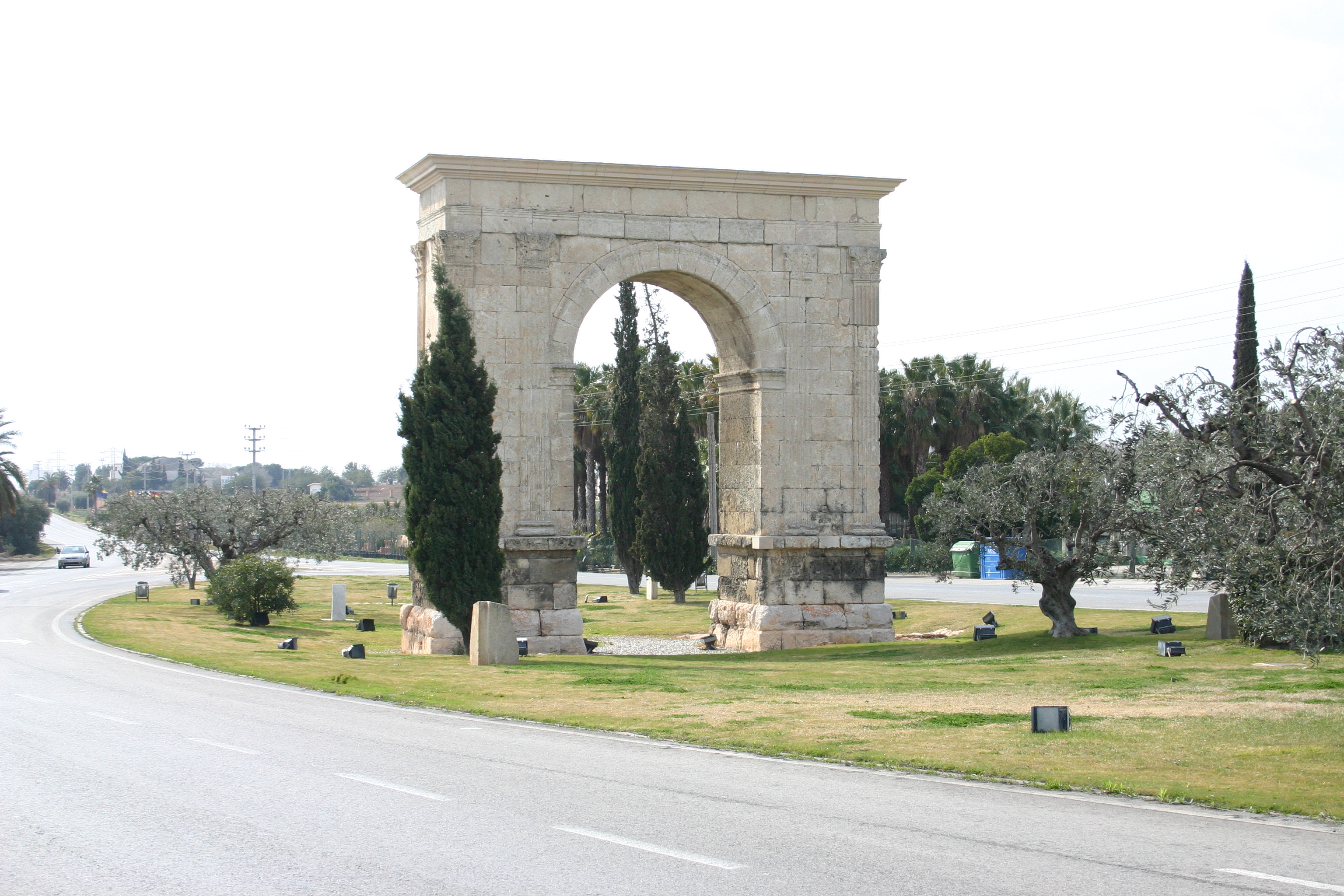
Arco di Berà lungo la via Augusta
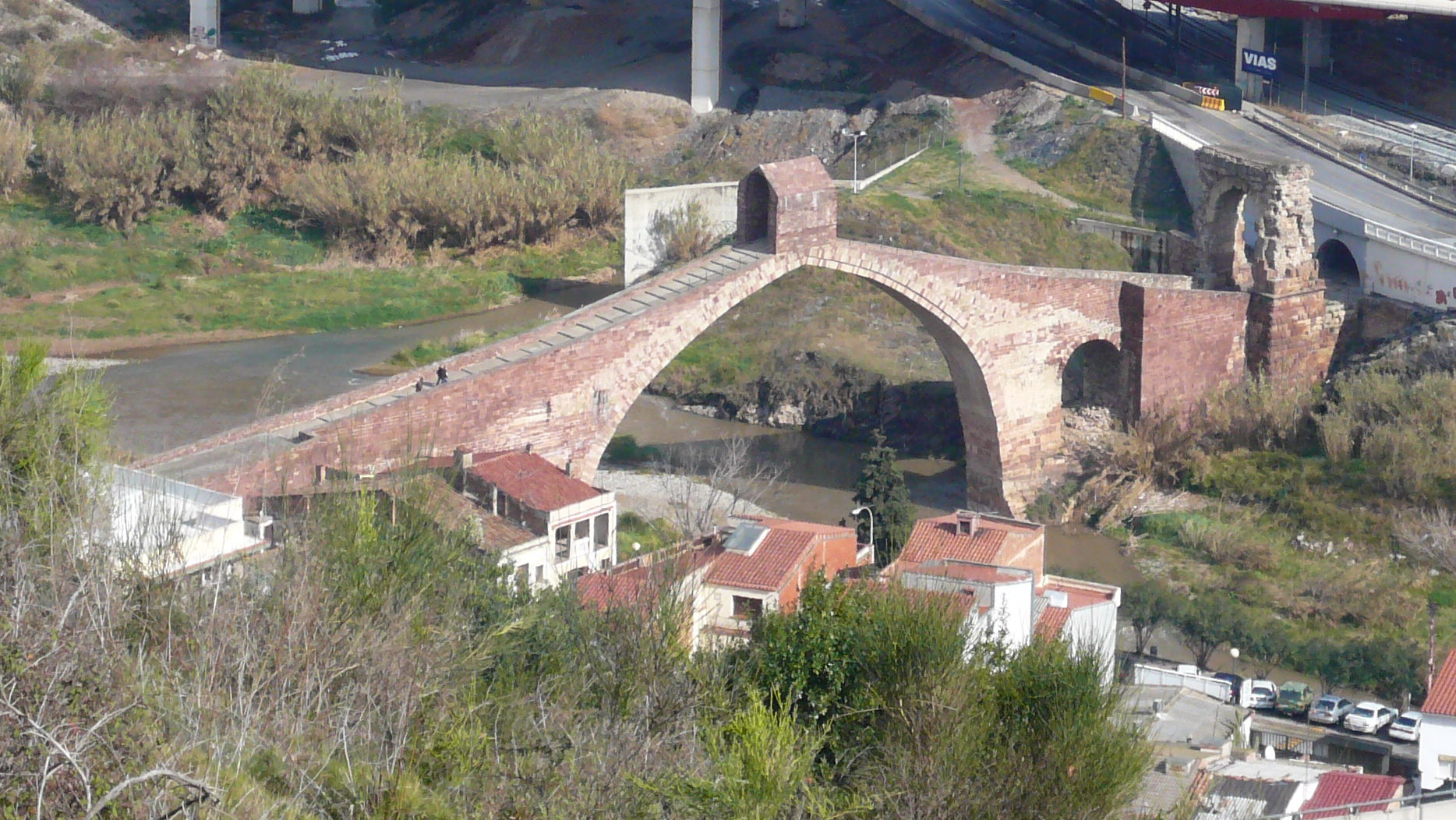
Ponte del Diavolo sul Llobregat a Martorell.
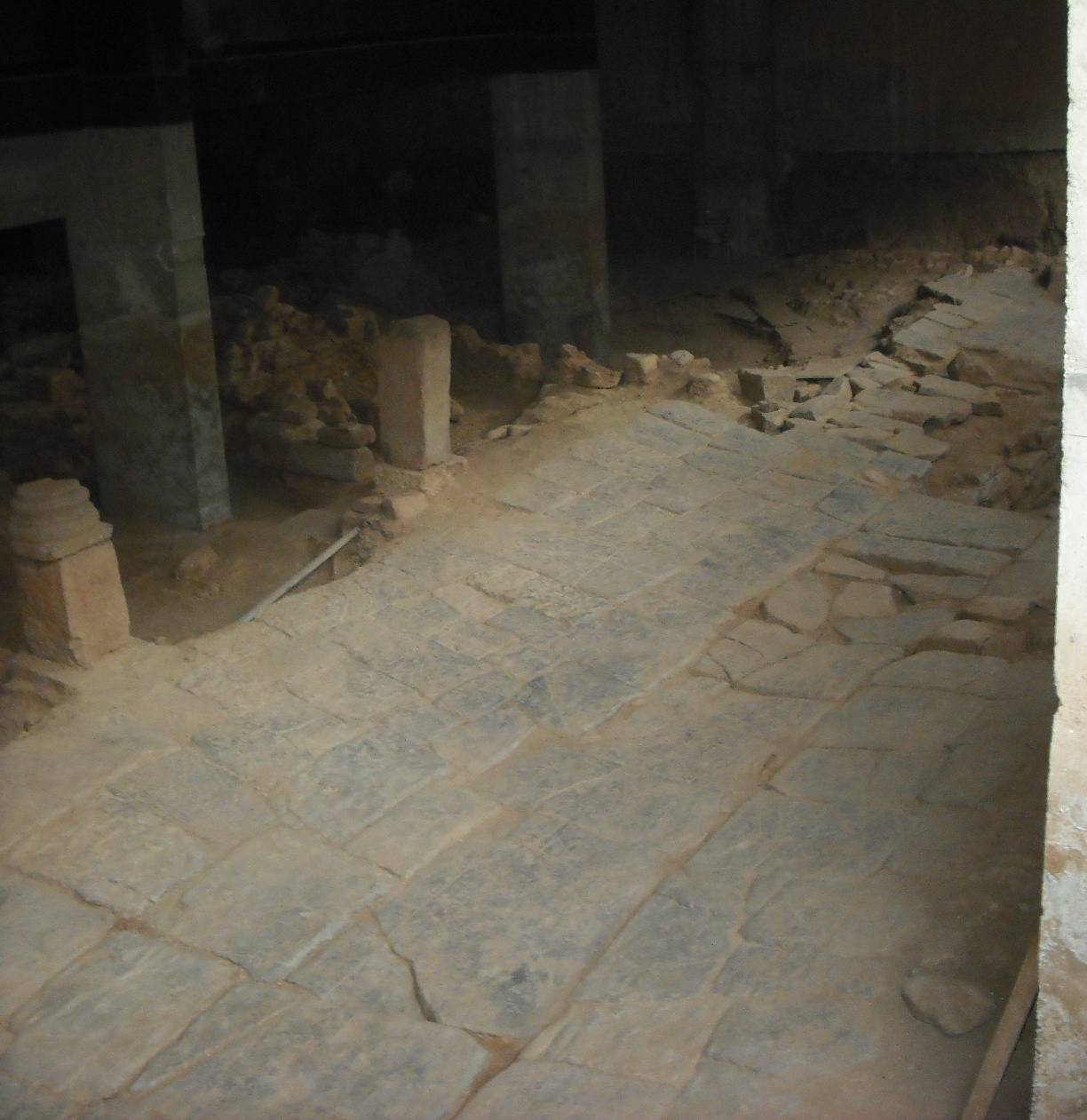
La via Augusta nei pressi di Sagunto.
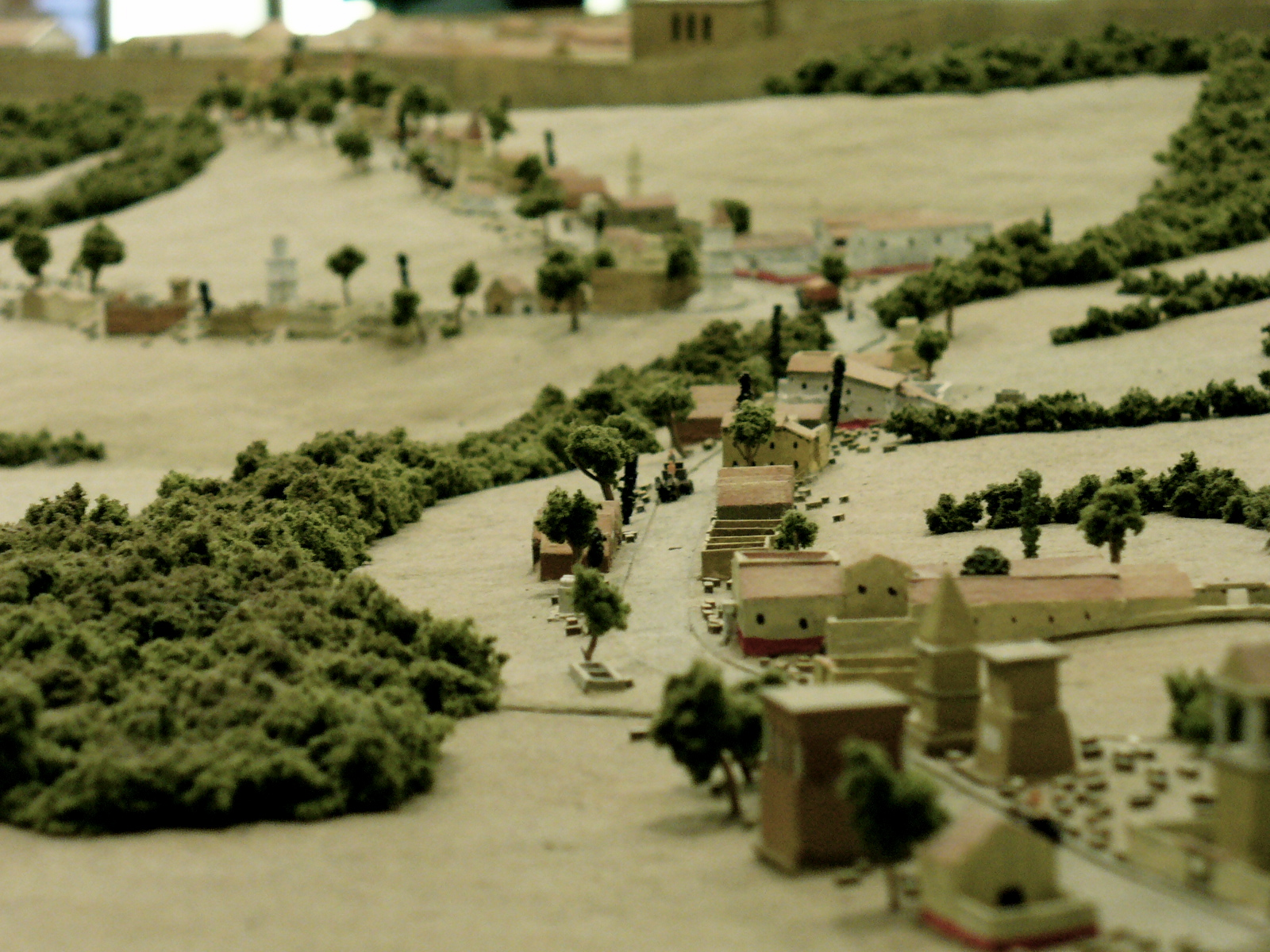
Ricostruzione della via Augusta nei pressi di Tarraco.